# Reputnub
Reputnub byla patrně manželkou faraona Niuserrea, panovníka 5. dynastie. Fragment její sochy se jménem a některými tituly byl nalezen v Niuserreově údolním chrámu. V Ptahšepsově mastabě byly nalezeny další dva fragementy s královninou titulaturou.

## Tituly
- ta, jež patří milované(mu) Obou paní[1][2]
- králova manželka[1][2]
- jeho milovaná[1][2]
- společnice Hora[1][2]
- ta, jež vidí Hora a Sutecha[1][2]
- paní žezla hetes[1][2]
- velmi chválená[1][2]